# Studienseminar Julianum
Das Studienseminar Julianum war ein Internat und Tagesheim in  Würzburg, dessen Geschichte bis 1607 zurückreicht, als der spätere Namenspatron Fürstbischof Julius Echter ein Seminarium Nobilium zur Ausbildung junger Adliger begründet hatte. 2022 stellte es den operativen Betrieb ein.

## Geschichte

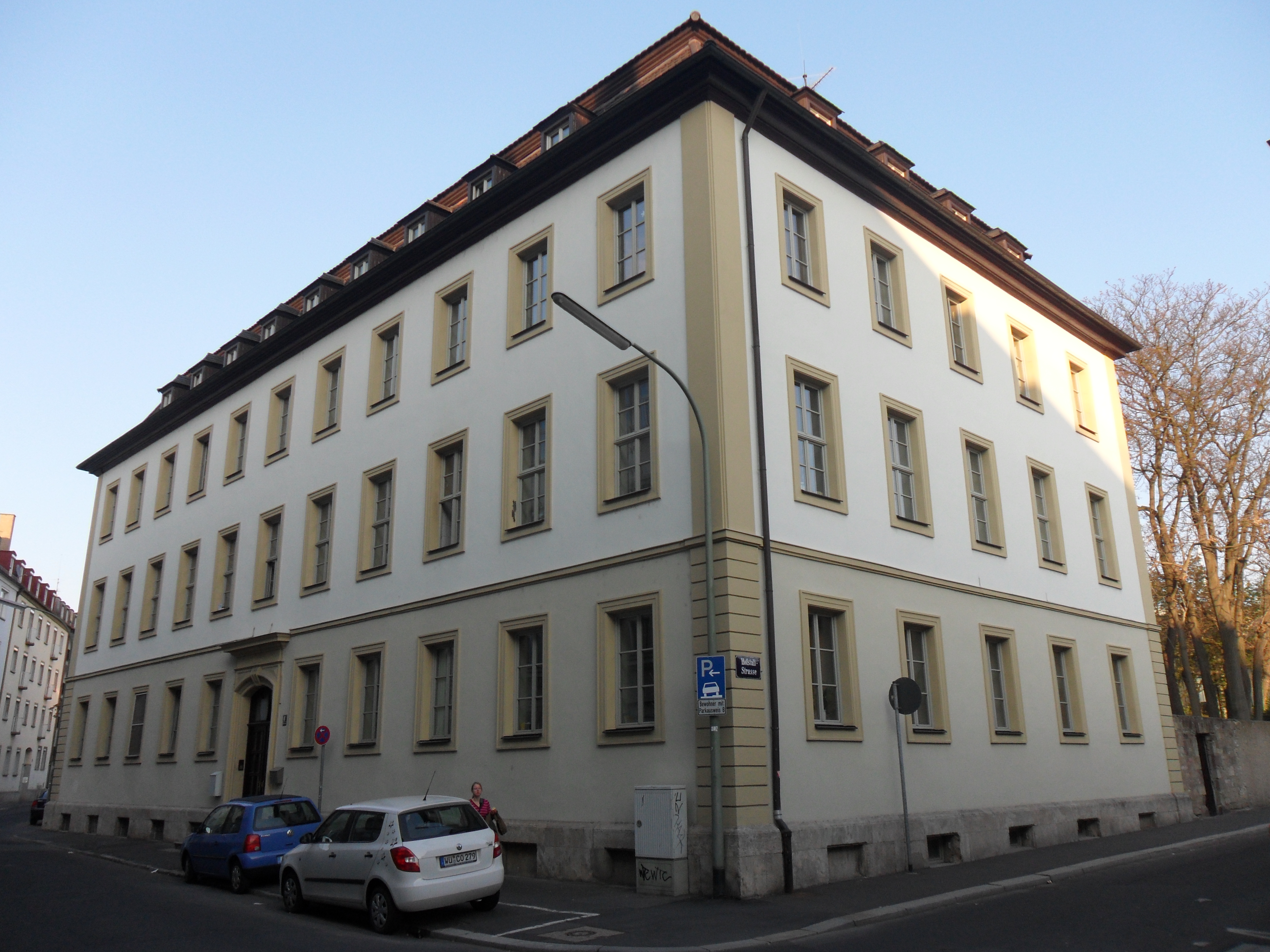
Der Balthasar-Neumann-Bau von der Ecke Kapuzinerstraße/Hofstallstraße her gesehen

Knapp 200 Jahre nach seiner Gründung wurde das Seminar im Zuge der Säkularisation in Bayern 1803 in einen Stipendienfonds umgewandelt. 1880 eröffnete es der bayerische König  Ludwig II. unter dem Namen Königlich Adeliges Julianum neu. Die Leitung übernahm zunächst der 1862 in Würzburg geweihte Priester Ferdinand Schlör. Nach dem Ersten Weltkrieg wurden erstmals auch bürgerliche Schüler in die Einrichtung aufgenommen. Anfang 1945 fielen alle Gebäude mitsamt der Einrichtung, dem Archiv und sämtlichen Akten einem Bombenangriff zum Opfer.
1950 nahm das Studienseminar wieder den Betrieb auf, ab 1954 im auf dem alten Grundriss wiedererrichteten dreiflügeligen sogenannten Balthasar-Neumann-Bau in der Kapuzinerstraße, der 1969 in nordöstlicher Richtung um einen Erweiterungsbau ergänzt wurde. Seit 1978 verfügt das Seminar über eine große Sporthalle und Lernräume für Tagesschüler, welche sich seit 1960 unter pädagogischer Betreuung im Julianum parallel zu ihrem regulären Schulbesuch Wissen aneignen können.
Zum Ende des Schuljahres 2021/2022 beendete das Julianum den operativen Betrieb.

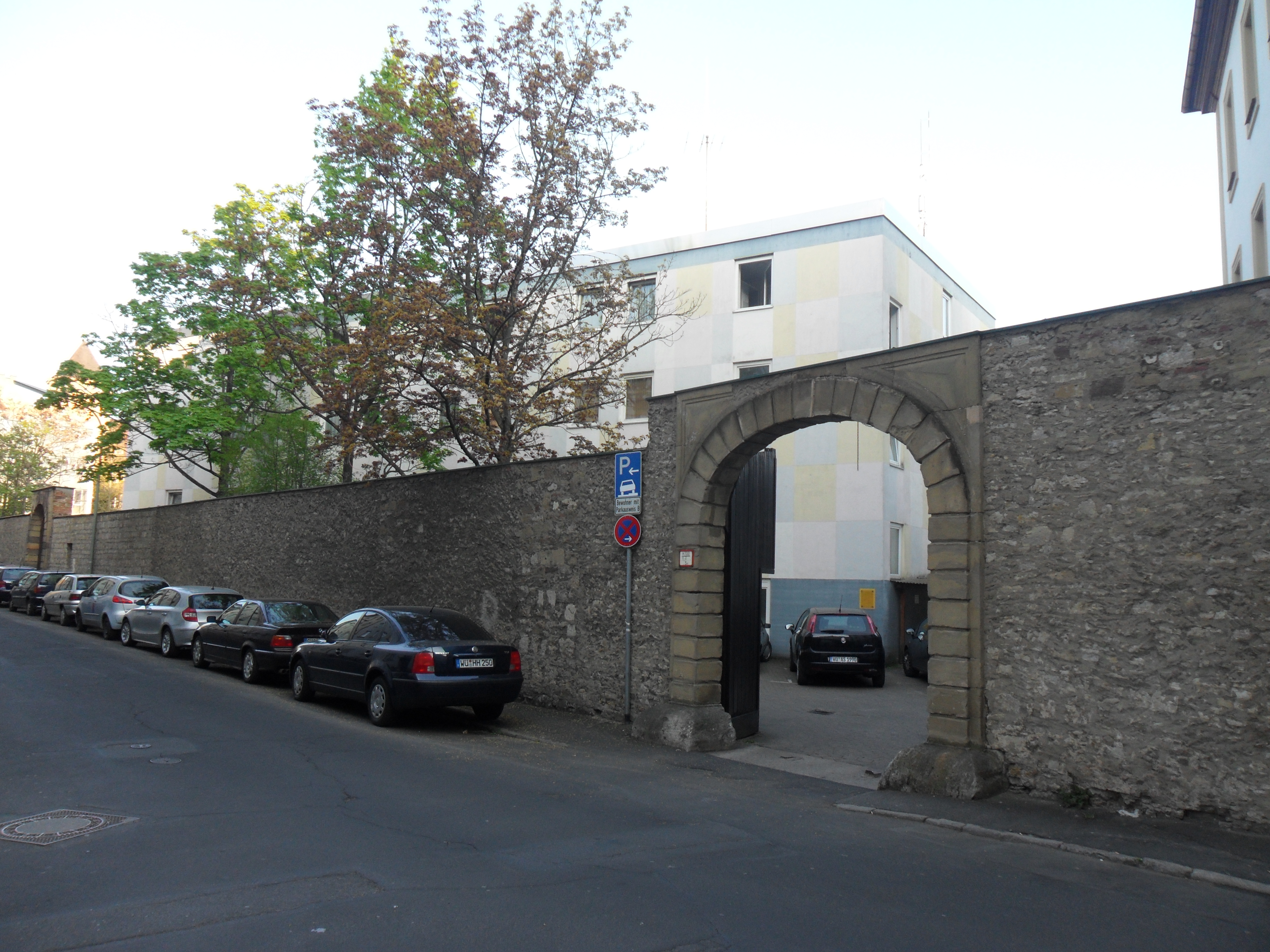
Der Neubau von 1969 hinter der Toreinfahrt an der Kapuzinerstraße

## Konzept
Im Studienseminar wohnen und lernen Personen aus dem Altersbereich von 9 bis 20 Jahren aus dem gesamten nordbayerischen Raum und den angrenzenden Regionen in Thüringen und Hessen. Gruppen von 10 bis 15 etwa gleichaltriger Schüler werden von einem Erzieher als deren ständiger Bezugsperson betreut. Die sportliche Infrastruktur ermöglicht die Bildung von Neigungsgruppen in Sportarten wie  Fußball, Volleyball, Basketball oder Schwimmen, für Musikinteressierte ist Instrumentalunterricht durch Musiklehrer möglich. An den Elterntagen werden Gottesdienste in der Kapelle im Untergeschoss des Balthasar-Neumann-Baus abgehalten.